# Ancoraggio strutturale

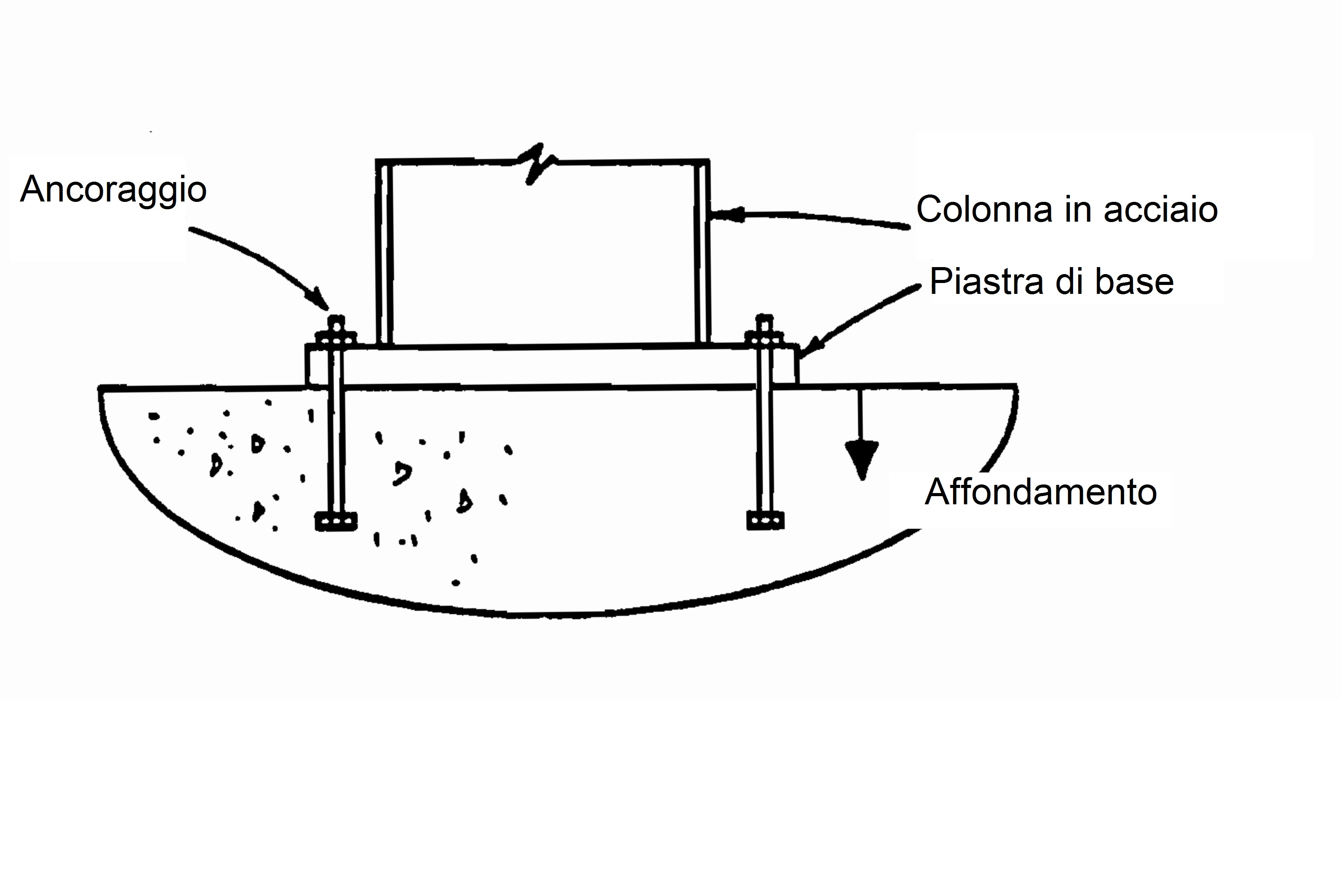
Connessione di base colonna-fondazione

Un ancoraggio strutturale è usato per connettere elementi primari o secondari a una struttura di base in calcestruzzo armato. La connessione è composta dall'assemblaggio di differenti componenti: ancoraggi (nelle costruzioni metalliche anche definiti tirafondi), piastra in acciaio, irrigidimenti. Gli ancoraggi possono trasferire azione assiale e azione di taglio.
Una connessione tra elementi strutturali primari, tipica nelle costruzioni metalliche, è quella tra la colonna di acciaio e fondazione in calcestruzzo armato (cfr.figura). Una comune applicazione degli ancoraggi strutturali ad elementi secondari, è invece la connessione tra sistemi di facciata e struttura primaria in calcestruzzo armato.

## Tipologia

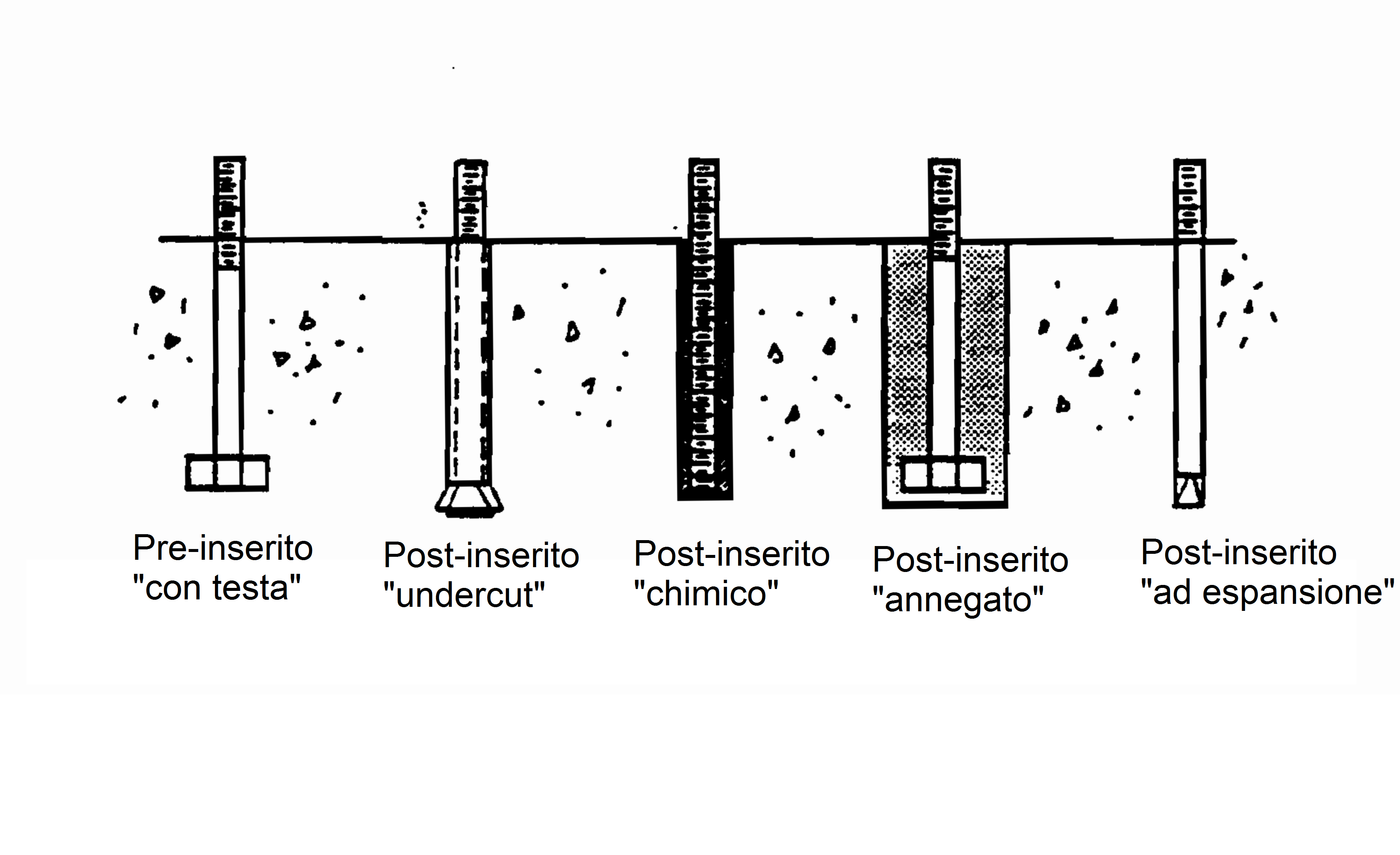
Tipologie di ancoraggi

### Pre-inseriti

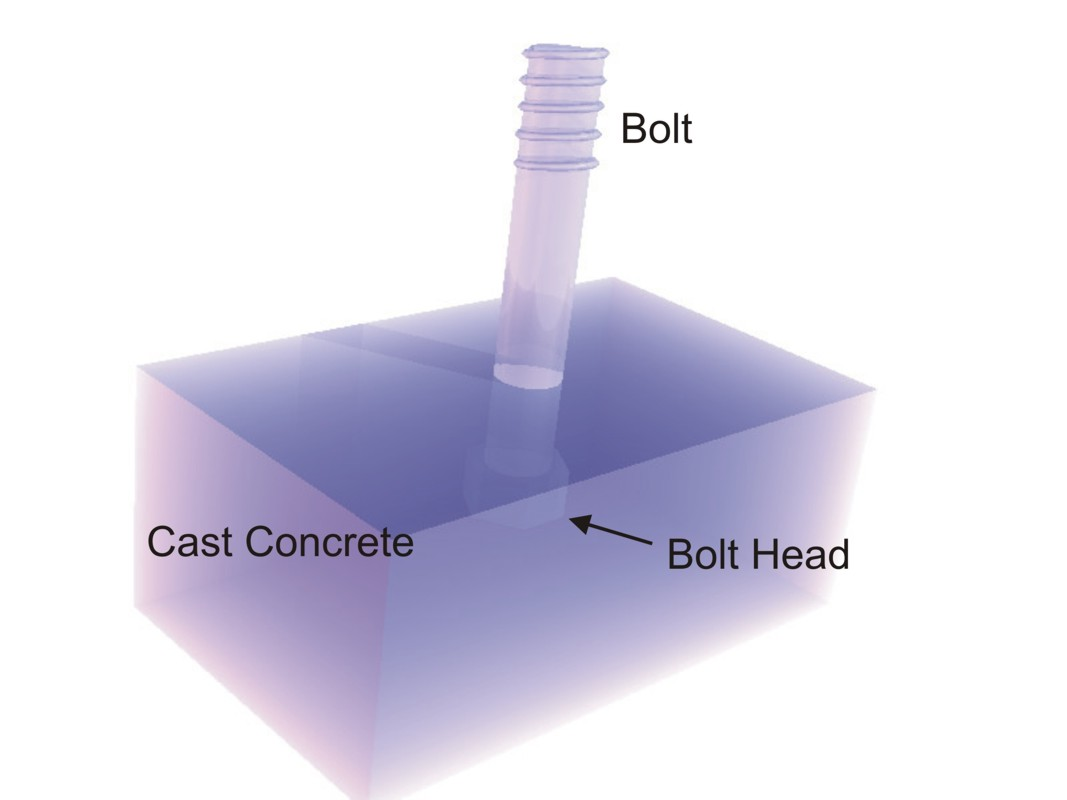
Un ancoraggio pre-inserito

Gli ancoraggi pre-inseriti vengono posizionati attraverso apposite dima prima del getto dell'elemento in calcestruzzo armato. La tipica applicazione è nelle strutture di fondazione di macchine od edifici a telaio in acciaio (residenziali ed industriali). Trovano un'ulteriore applicazione nei connettori a taglio per le strutture composte acciaio-calcestruzzo.
Gli ancoraggi pre-inseriti possono essere distinti nelle seguenti categorie:
- Inserti per il sollevamento: usati per le operazioni di sollevamento di travi in calcestruzzo armato precompresso.
- Ancoraggi con profilo: costituiti da un profilo a canale in acciaio sagomato a freddo od a caldo a cui vengono saldati con opportuna spaziatura dei dispositivi di ancoraggio (pioli). Questo tipo di ancoraggio viene particolarmente usato nelle strutture prefabbricate.[6]
- Pioli con testa: utilizzati come connettori di taglio nelle strutture composte acciaio-calcestruzzo[7]

Per ogni tipo di ancoraggio pre-inserito, il trasferimento delle forze avviene mediante l'ingranamento meccanico. In particolare, la parte annegata dell'ancoraggio scambia pressioni concentrate a livello con il calcestruzzo circostante; questo avviene in entrambi i casi di forza assiale e di taglio. Il cimento in compressione, per effetto di uno stato triassiale di sforzo può raggiungere valori superiori ad 10 volte la resistenza a compressione del calcestruzzo.

### Post-inseriti
Gli ancoraggi post-inseriti vengono installati in un apposito foro nell'elemento in calcestruzzo. Il vantaggio rispetto agli ancoraggi pre-inseriti è la maggiore versatilità nel posizionamento, purtuttavia dovendo considerare la presenza delle armature. La distinzione che segue, è basata sul principio di funzionamento dell'ancoraggio:

#### Ancoraggi meccanici ad espansione

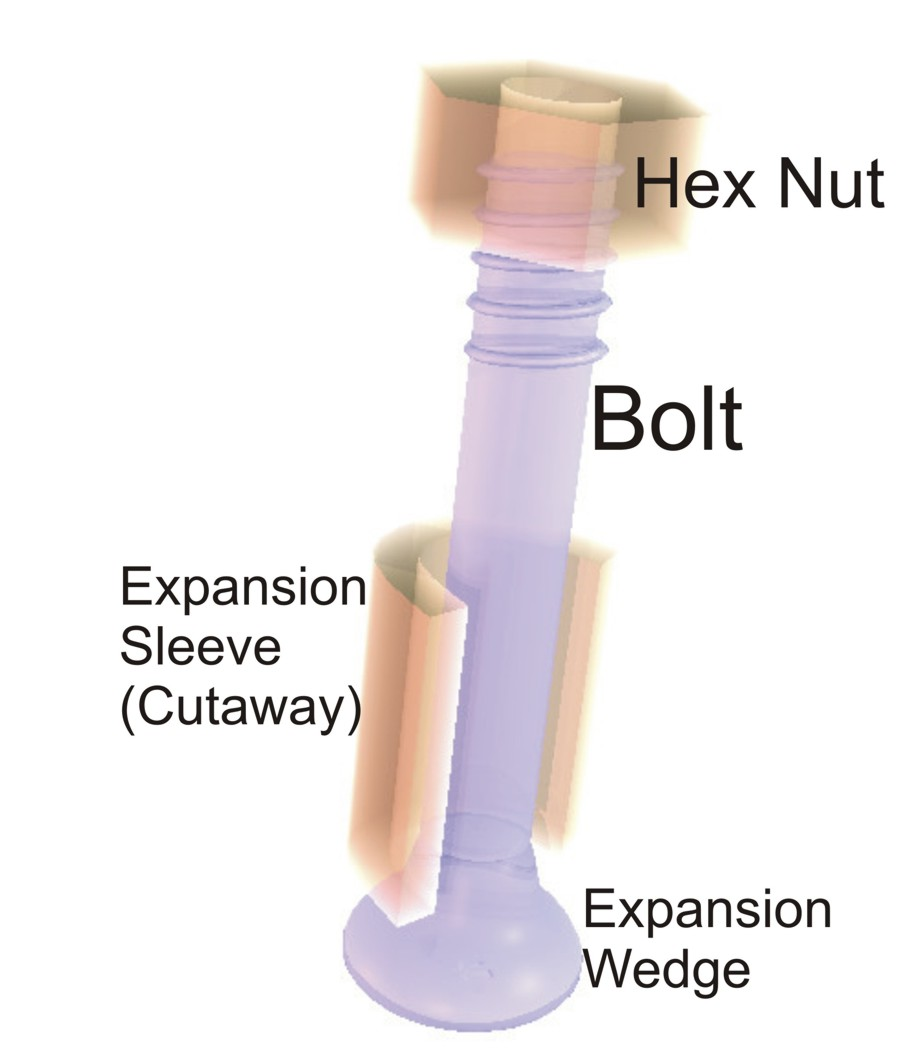
Esempio di ancoraggio meccanico ad espansione (a cuneo)

Il meccanismo di trasferimento delle forze è basato in parte sull'ingranamento meccanico, in parte sull'attrito sviluppato per effetto della forza di espansione. 
È possibile un'ulteriore suddivisione:
- a momento torcente imposto: l'ancoraggio è inserito nel foro e viene bloccato dall'applicazione di un momento torcente alla testa della vite con una chiave dinamometrica. Il serraggio garantisce che il cuneo di estremità rientri nella camicia, deformandola permanentemente per effetto della forza di espansione. Un esempio di ancoraggio ad espansione con cuneo è mostrato in figura.
- a spostamento imposto: il funzionamento è simile a quelle a momento torcente imposto. Il cuneo viene tuttavia spinto attraverso martellamento.

#### Ancoraggi tipo undercut
Il meccanismo di trasferimento delle forze è basato sull'ingranamento meccanico. Una speciale operazione di foratura, crea la superficie di contatto tra la testa dell'ancoraggio ed il calcestruzzo circostante. Il trasferimento delle pressioni di contatto avviene in modo simile agli ancoraggi meccanici ad espansione.

#### Ancoraggi Chimici
Un ancoraggio chimico è l'insieme di barra di acciaio filettata od nervata ed agente adesivo. Nel trasferire l'azione assiale, l'ancoraggio impegna la aderenza che si sviluppa tra l'agente adesivo ed la parete del foro (calcestruzzo). Il trasferimento del taglio avviene invece secondo i meccanismi tipici degli altri ancoraggi. Le prestazioni dell'ancoraggio, in termini di carico massimo di trazione applicabile, sono strettamente legate alle condizioni di pulizia del foro. Risultati sperimentali  mostrano come in condizioni di pulizia non completa, la riduzione della capacità è fino al 60% rispetto a quella di riferimento.
Lo stesso si constata anche variando le condizioni di umidità del calcestruzzo. Nel caso di calcestruzzo saturo di acqua, la riduzione del carico massimo è del 20%. Ulteriori condizioni critiche di impiego sono legate all'esposizione alle alte temperature ed alla condizione di carico di lunga durata

#### Vite da calcestruzzo
Questo tipo di ancoraggio trasferisce forze di trazione scambiando pressioni concentrate attraverso la filettatura.

## Comportamento Meccanico

### Meccanismi di rottura per forza di trazione
Gli ancoraggi mostrano differenti modi di rottura quando sottoposti a forza di trazione:
- Rottura lato acciaio: la barra di acciaio è meno resistente di tutti i meccanismi di rottura lato calcestruzzo. La rottura segue lo snervamento dell'acciaio.
- Sfilamento: l'ancoraggio si sfila dal foro.
- Cono di calcestruzzo: la rottura coincide con la formazione di una superficie di rottura conica nel calcestruzzo. Il cono ha vertice coincidente con la testa dell'ancoraggio e loasse di rivoluzione coincide con l'asse dell'ancoraggio.[10] Questo tipo di rottura è osservato anche nella Prova di estrazione.[11][12]
- Rottura da splitting (spacco): caratterizzata dalla formazione di un piano di fessura contenente l'asse dell'ancoraggio. Questo tipo di rottura è tipico per ancoraggi installati in prossimità dei bordi dell'elemento di base in calcestruzzo, od per elementi in calcestruzzo di dimensioni limitate.
- Rottura per Blow-out: la rottura è caratterizzata dall'espulsione laterale del calcestruzzo circostante a livello della testa dell'ancoraggio. Questo tipo di rottura è caratteristico degli ancoraggi pre-inseriti installati in prossimità dei bordi dell'elemento in calcestruzzo.[3]

Nelle verifiche strutturali a  stato limite ultimo, le norme prescrivono di considerare tutti i possibili meccanismi di rottura.
- Rottura lato acciaio[1]
- Cono di calcestruzzo[1]
- Sfilamento - 1[1]
- Sfilamento - 2[1]
- Rottura per blow-out[1]
- Spacco

### Meccanismi di rottura per forza di taglio
Gli ancoraggi mostrano differenti modi di rottura quando sottoposti a forza di taglio:

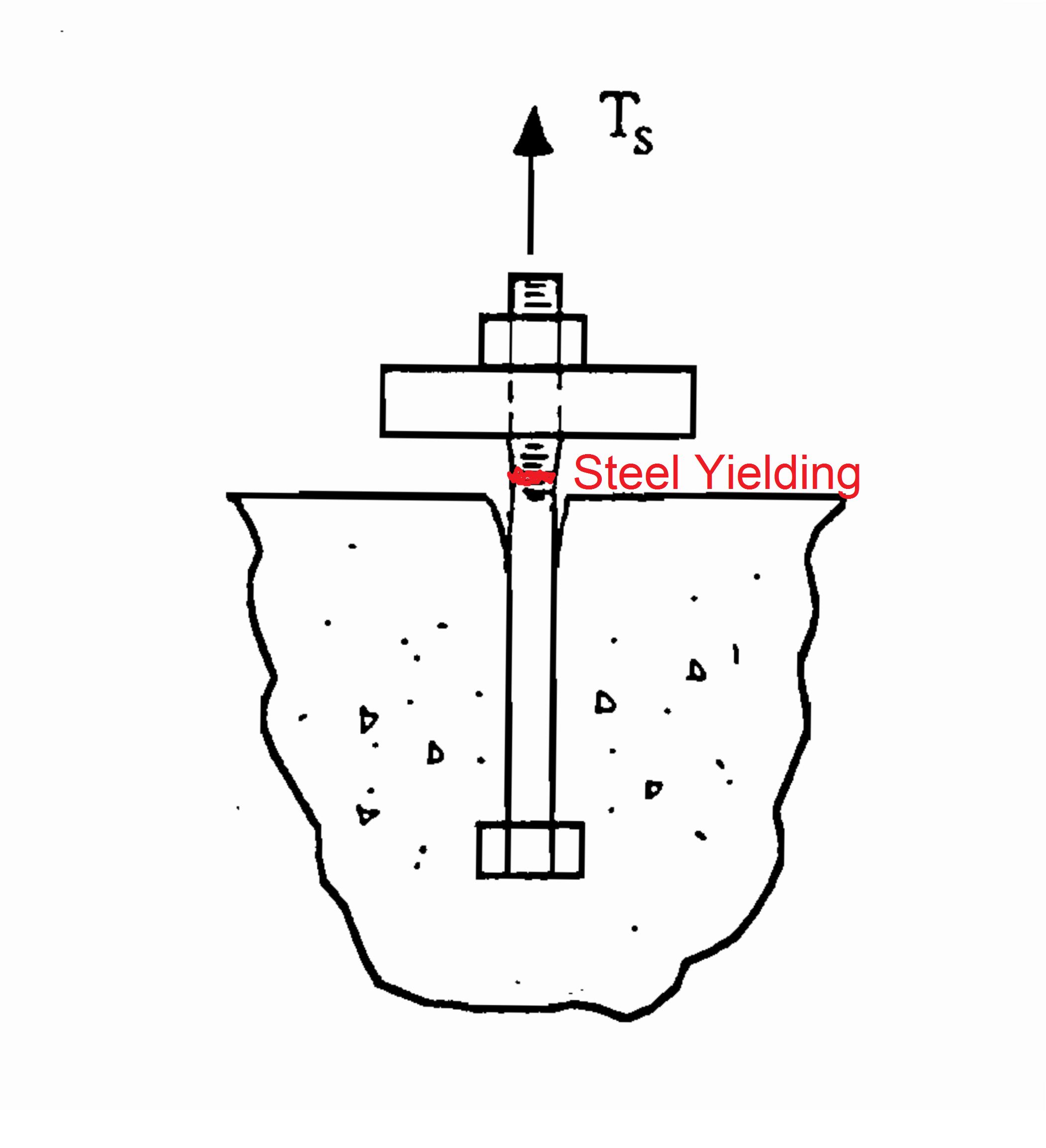
Rottura lato acciaio
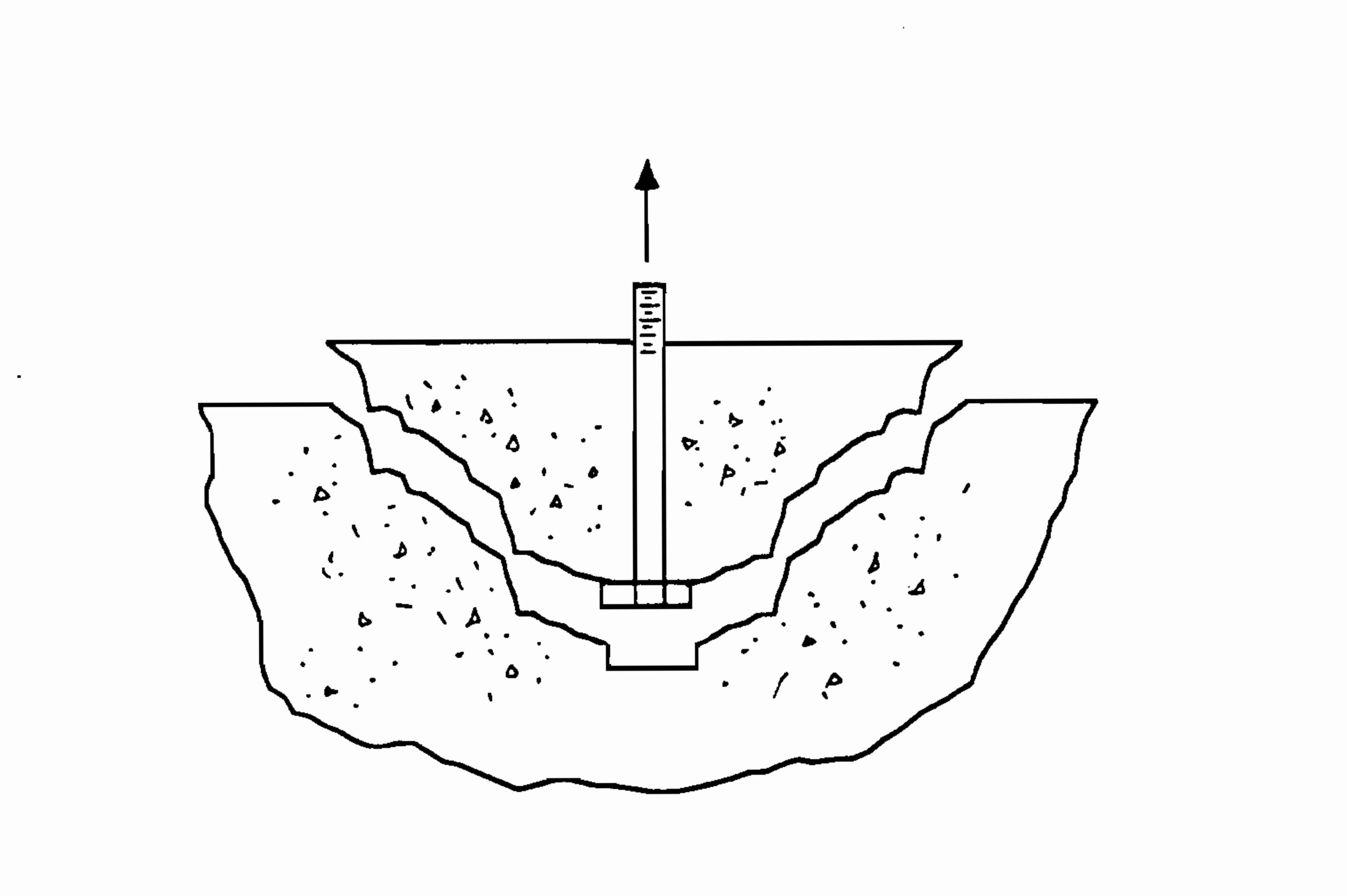
Rottura di bordo: la rottura è caratterizzata da una superficie semi-conica che coinvolge la porzione di calcestruzzo dall'asse dell'ancoraggio al bordo più vicino.
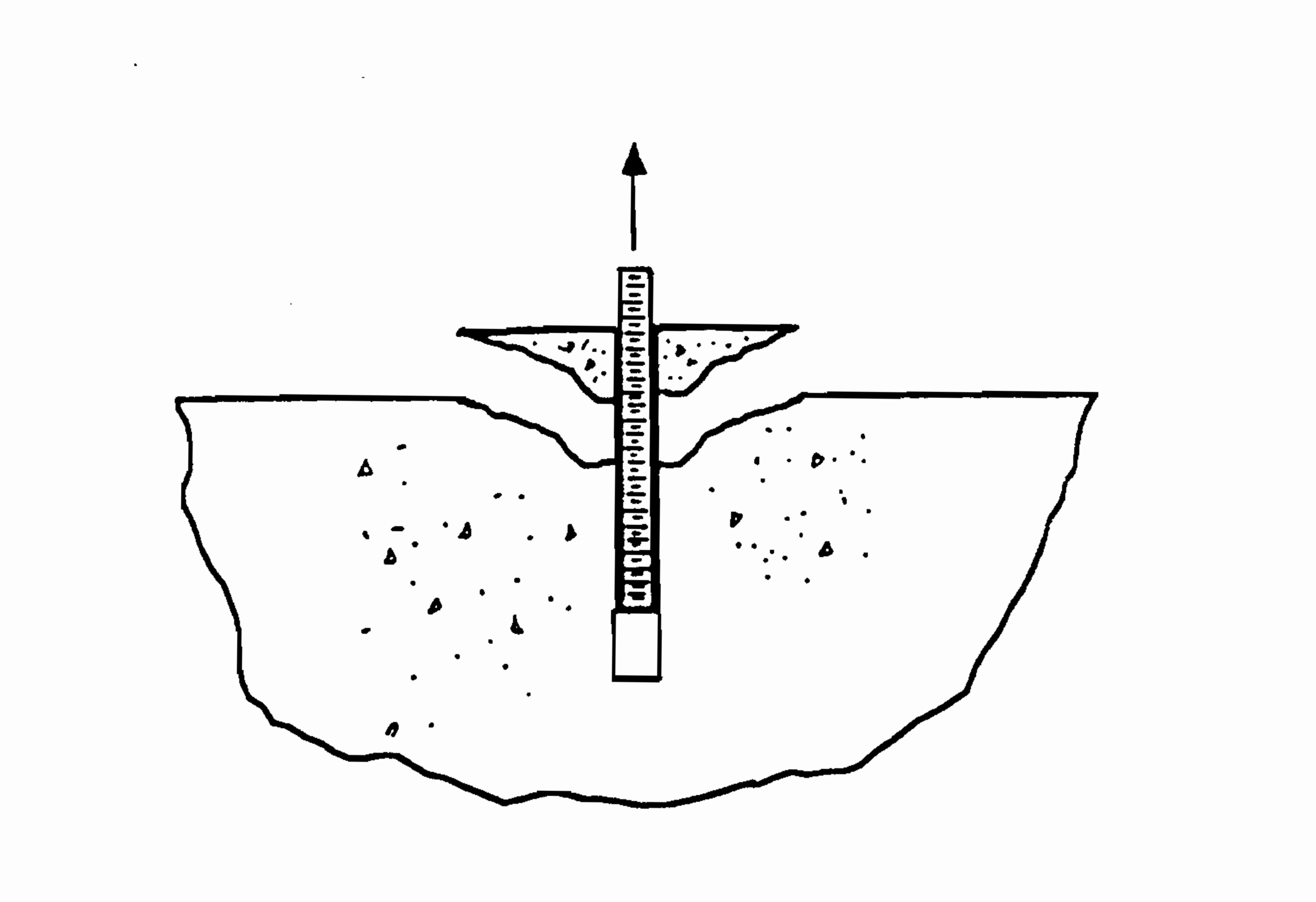
Sfilamento - 1
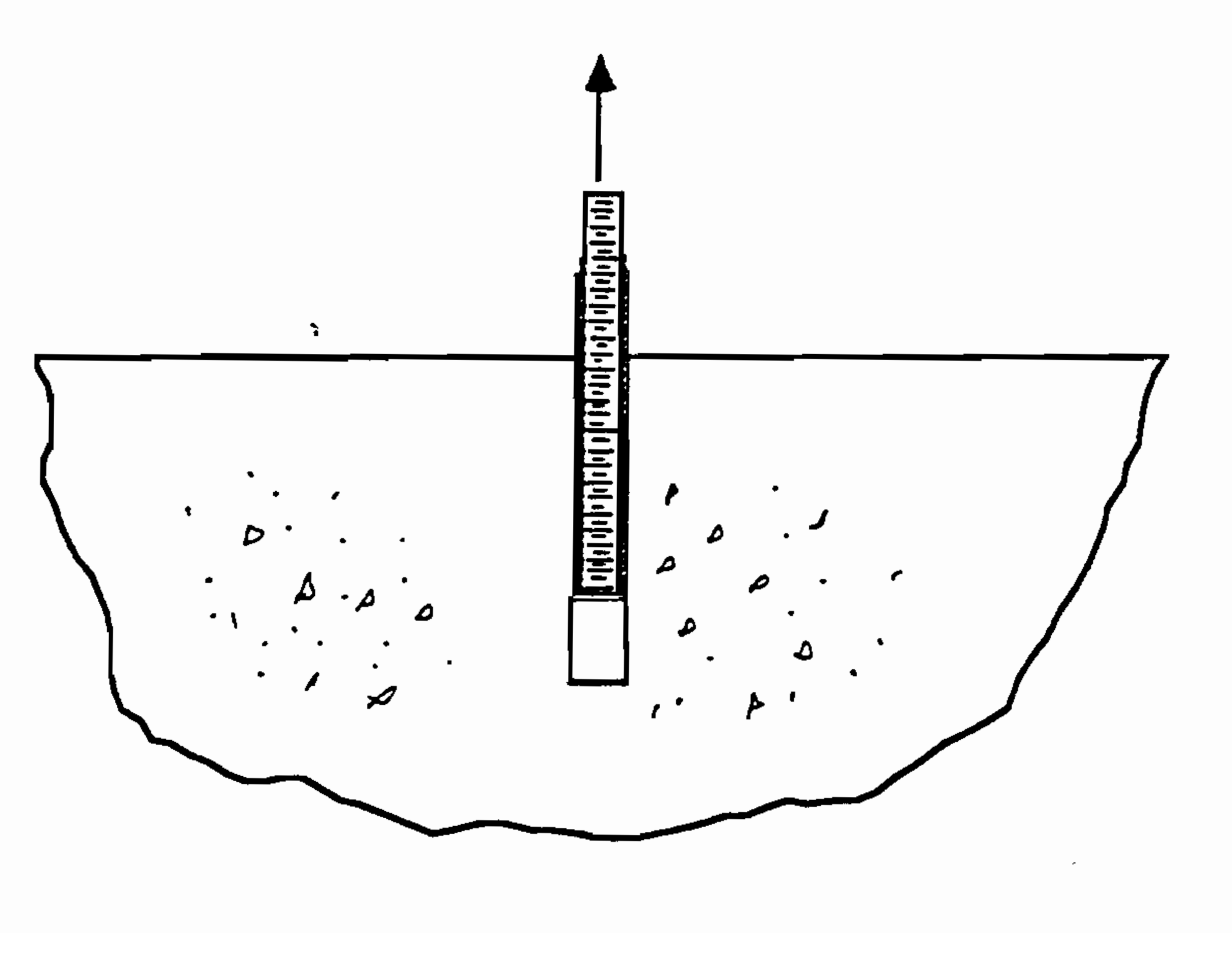
Sfilamento - 2
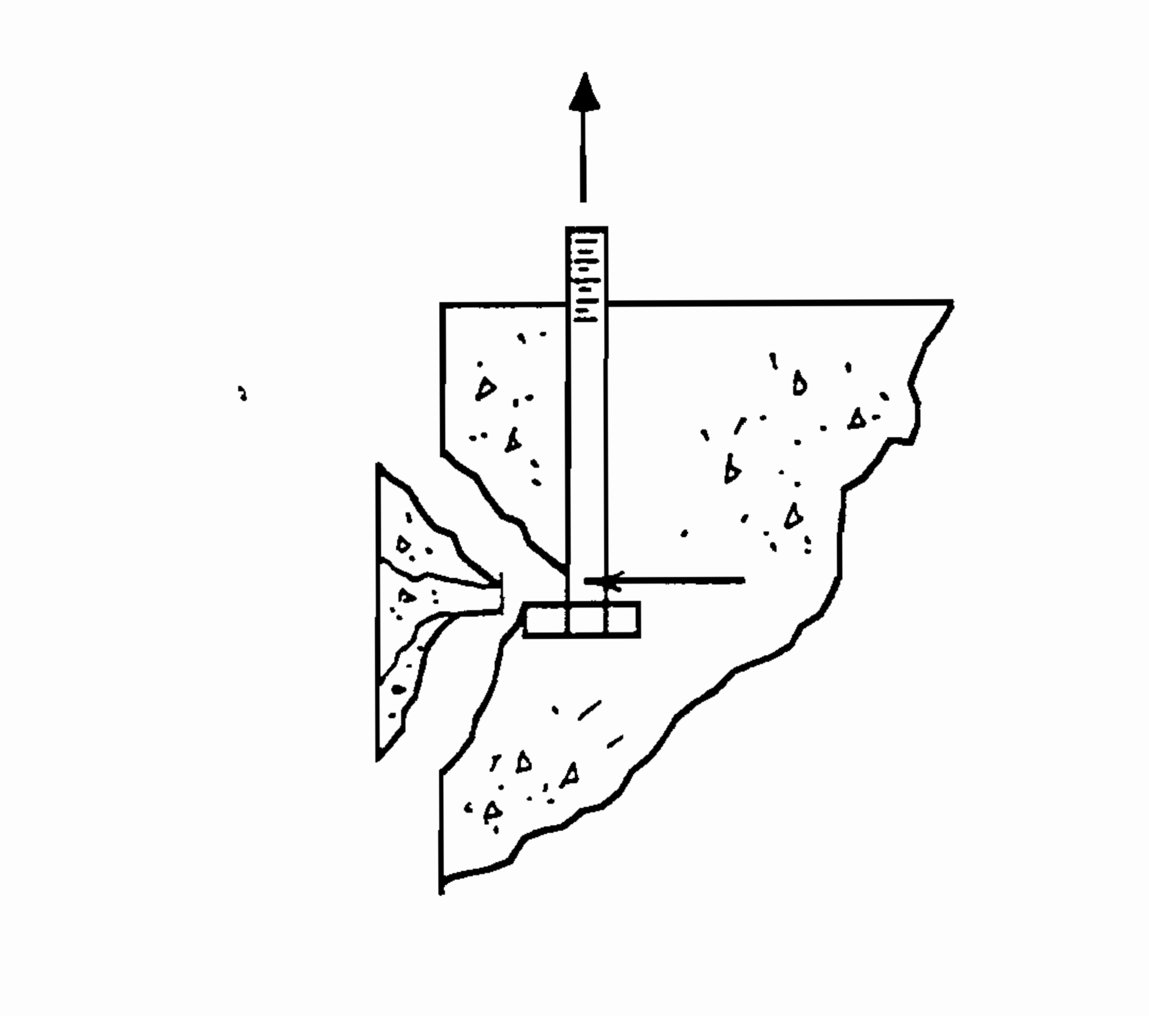
Rottura per blow-out
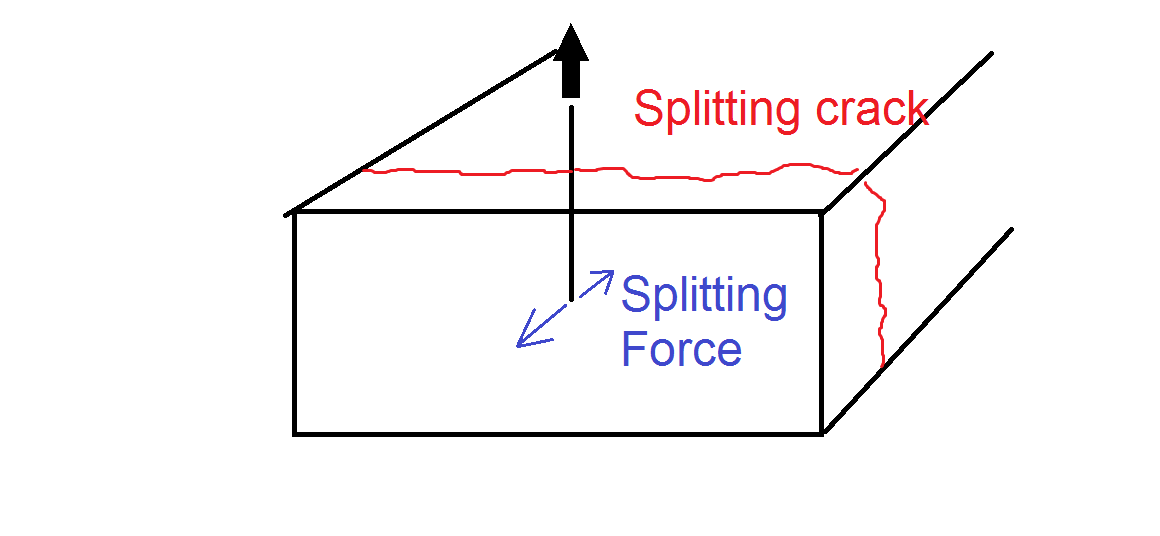
Spacco

- Scalzamento: la rottura è caratterizzata da una superficie semi-conica che parte della zona della testa dell'ancoraggio e si sviluppa con angolo di 35-45° sull'orizzontale. Il meccanismo di scalzamento è tipico di pioli corti, infatti questi non subendo grosse deformazioni flessionali, sviluppano un effetto leva.[14]

Nelle verifiche strutturali a  stato limite ultimo, le norme prescrivono di considerare tutti i possibili meccanismi di rottura.

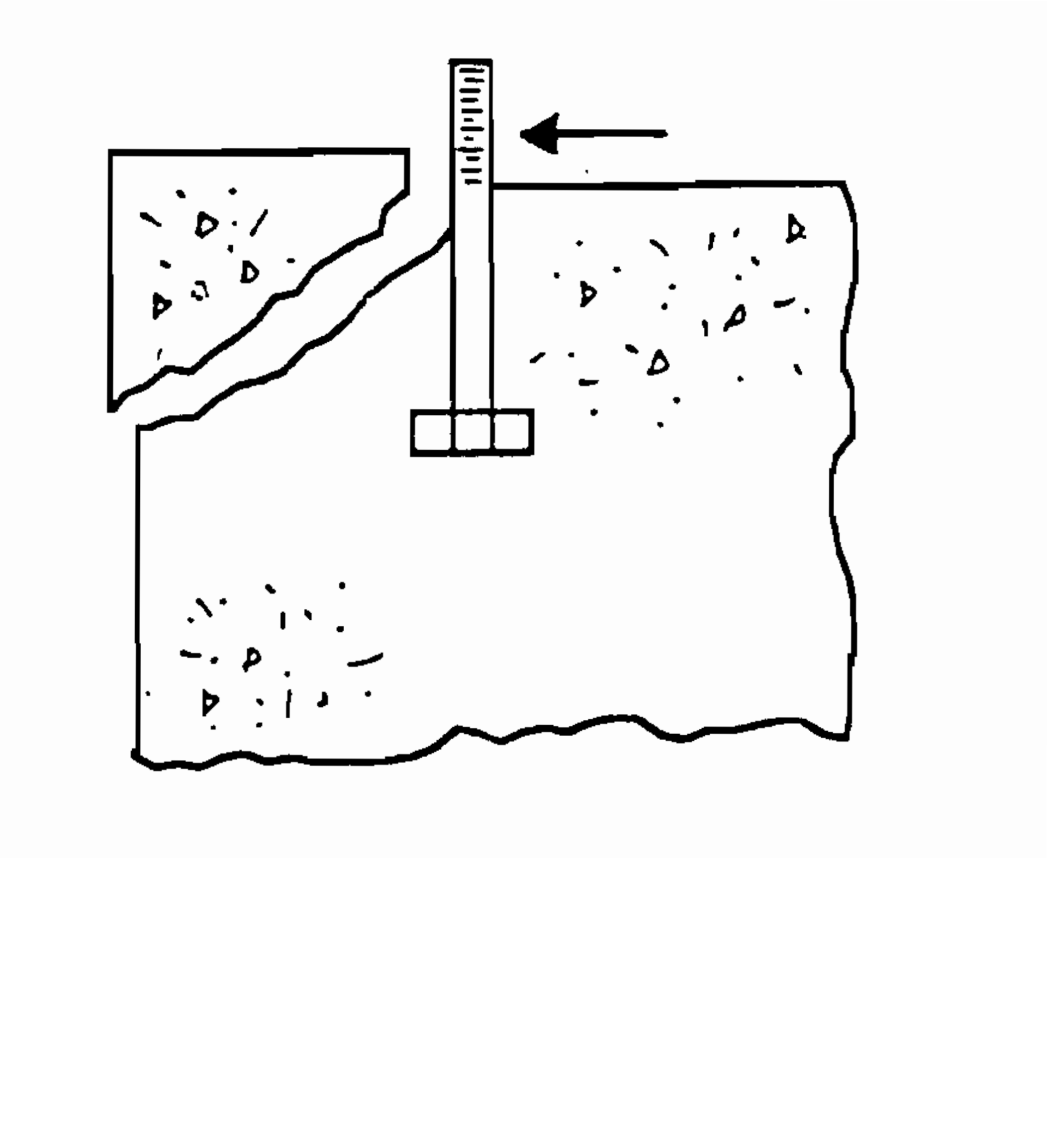
Rottura di bordo
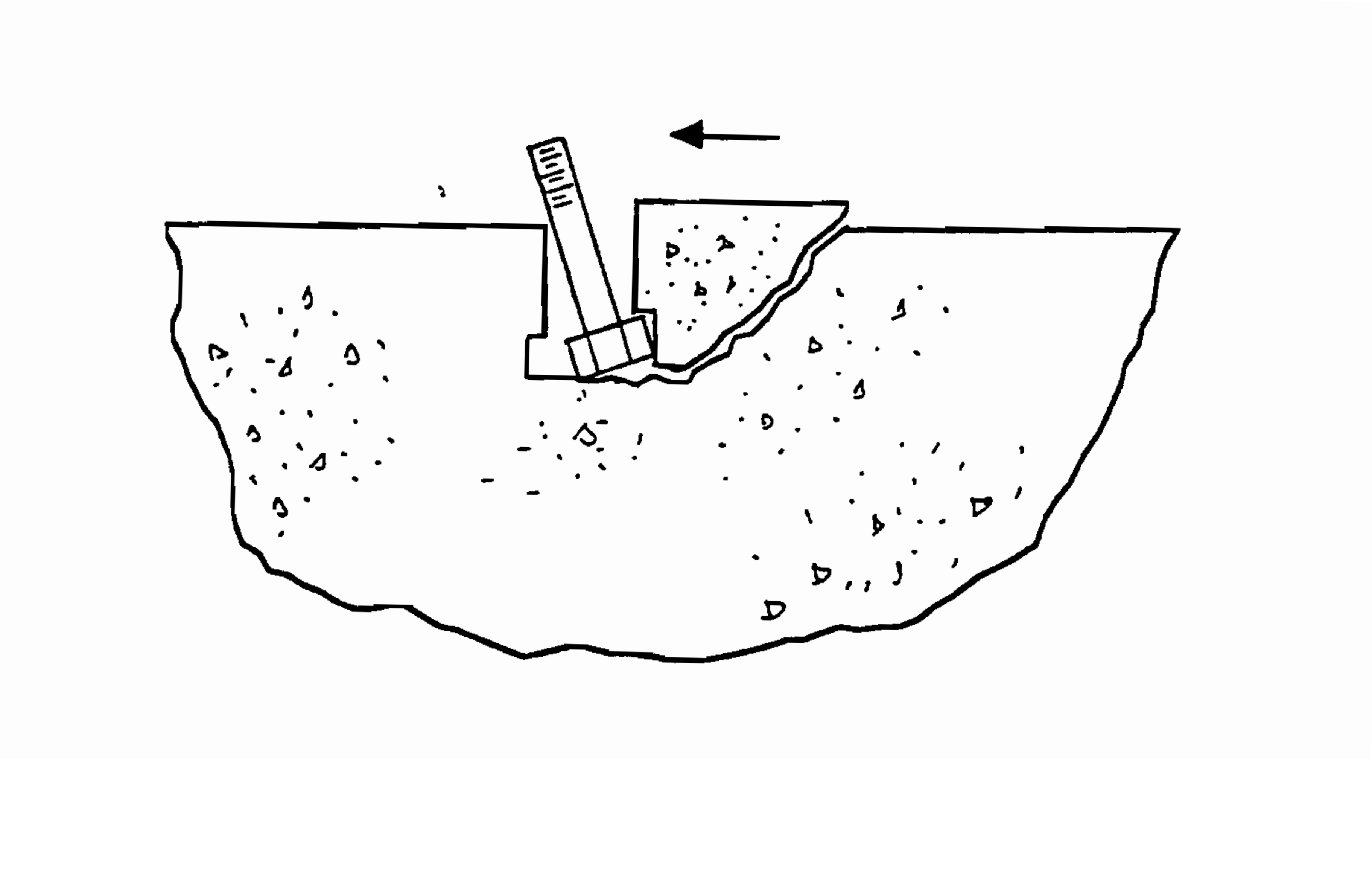
Rottura per scalzamento

### Azione combinata trazione/taglio
Quando l'azione assiale è combinata a quella di taglio, la risultante delle forze è inclinata di un angolo compreso tra 0 e 90° rispetto all'asse dell'ancoraggio. In questo caso, la rottura avviene per un meccanismo combinato tra quelli summenzionati. Il carico di rottura è inferiore rispetto alla condizione disaccoppiata. Nella pratica progettuale, si adotta un dominio di interazione di tipo lineare.

### Gruppo di ancoraggi

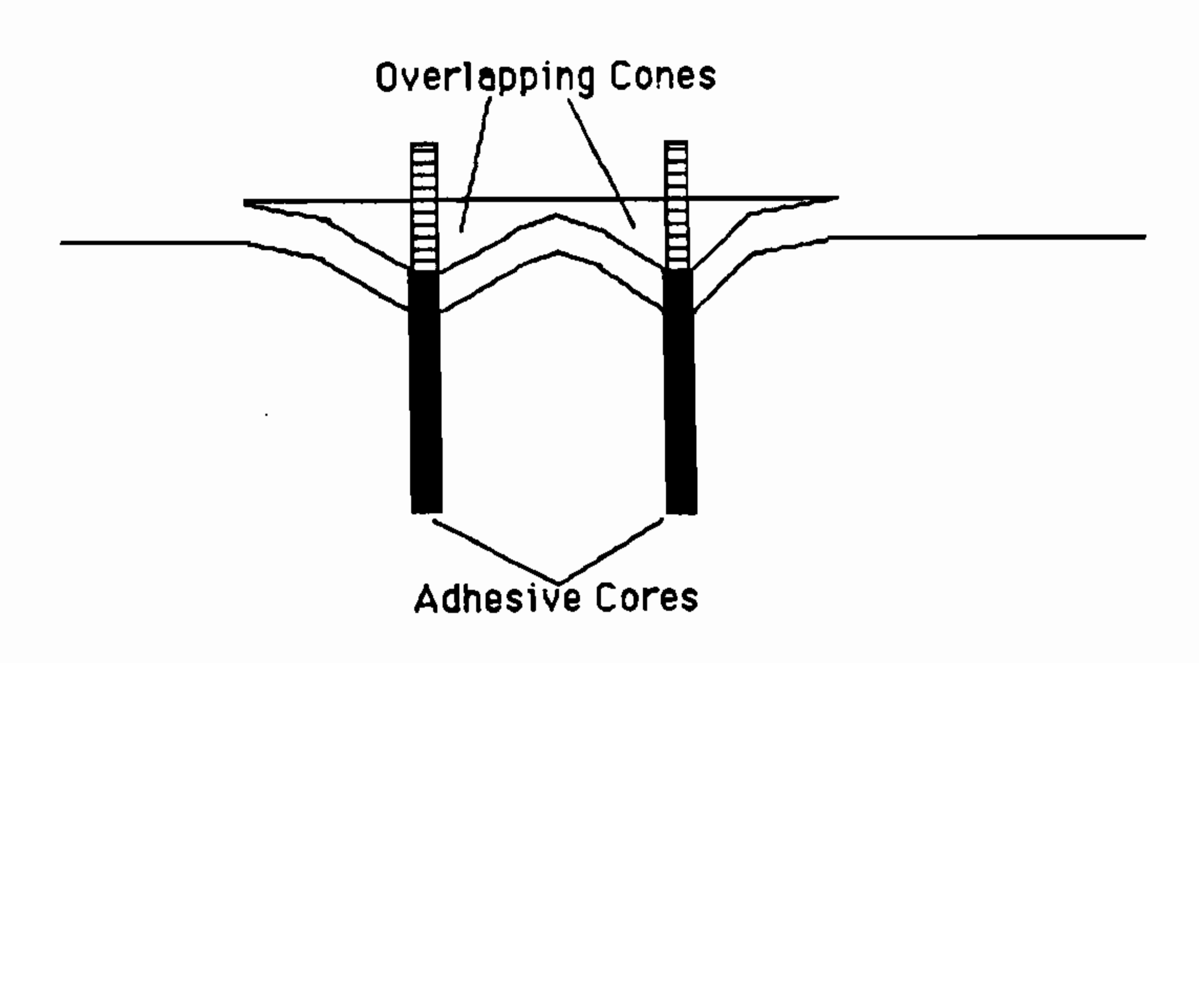
Gruppo di due ancoraggi chimici formanti coni di calcestruzzo sovrapposti

Quando gli ancoraggi sono assemblati in gruppo, il loro comportamento meccanico (taglio e/o trazione) dipende da: (i) spaziatura tra i componenti del gruppo; (ii) possibile differenza nelle forze applicate.

### Comportamento in Esercizio
Sotto carichi di esercizio (trazione e/o taglio) lo spostamento dell'ancoraggio deve essere limitato. Lo spostamento limite è definito in un documento tecnico di valutazione (specifico per ogni ancoraggio) basato su caratterizzazione sperimentale del comportamento meccanico.

### Condizione di carico sismico
Ancoraggi installati in strutture in calcestruzzo armato soggette a sollecitazione di tipo sismico, possono contemporaneamente (i) essere soggetti a forze di inerzia proporzionali alla massa e all'accelerazione della struttura secondaria connessa; (ii) essere installati in una fessura provocata dal danneggiamento della struttura primara in calcestruzzo. Le condizioni di carico possono essere definite come segue:
- Azione assiale pulsante: cicli azione assiale di trazione. Non si considera efficace l'azione di compressione.
- Taglio alternato: cicli di azione di taglio, con verso di azione opposto.
- Fessura ciclica: le fessure provocate dal danneggiamento della struttura primaria, subiscono cicli di apertura e chiusura.[2] L'ancoraggio installato in un piano di fessura soggetta a cicli di apertura e chiusura, mostra (i) una minore resistenza alle sollecitazioni di taglio e trazione e (ii) uno spostamento maggiore a parità di carico imposto, rispetto alla condizione non-fessurata.[3]

### Condizione di carico eccezionale
Per carico eccezionale, qui si intende un carico applicato con una velocità superiore rispetto alla convenzionale applicazione in condizione statica. Per esempio, un'azione di trazione eccezionale per un ancoraggio ha un tempo di carico pari a 0,03 secondi, mentre il tempo convenzionale durante una prova sperimentale è pari a 100 secondi se ci si riferisce al carico di picco.
Circa le connessioni acciaio-calcestruzzo un esempio di carico eccezionale è la collisione di un veicolo contro una barriera ancorata a una soletta in calcestruzzo. Ancoraggi soggetti a sollecitazioni eccezionali di trazione, hanno mostrato sperimentalmente un aumento della resistenza nei meccanismi di rottura lato calcestruzzo.
Nelle norme la definizione comprende anche i carichi di tipo incendio.

## Gallery

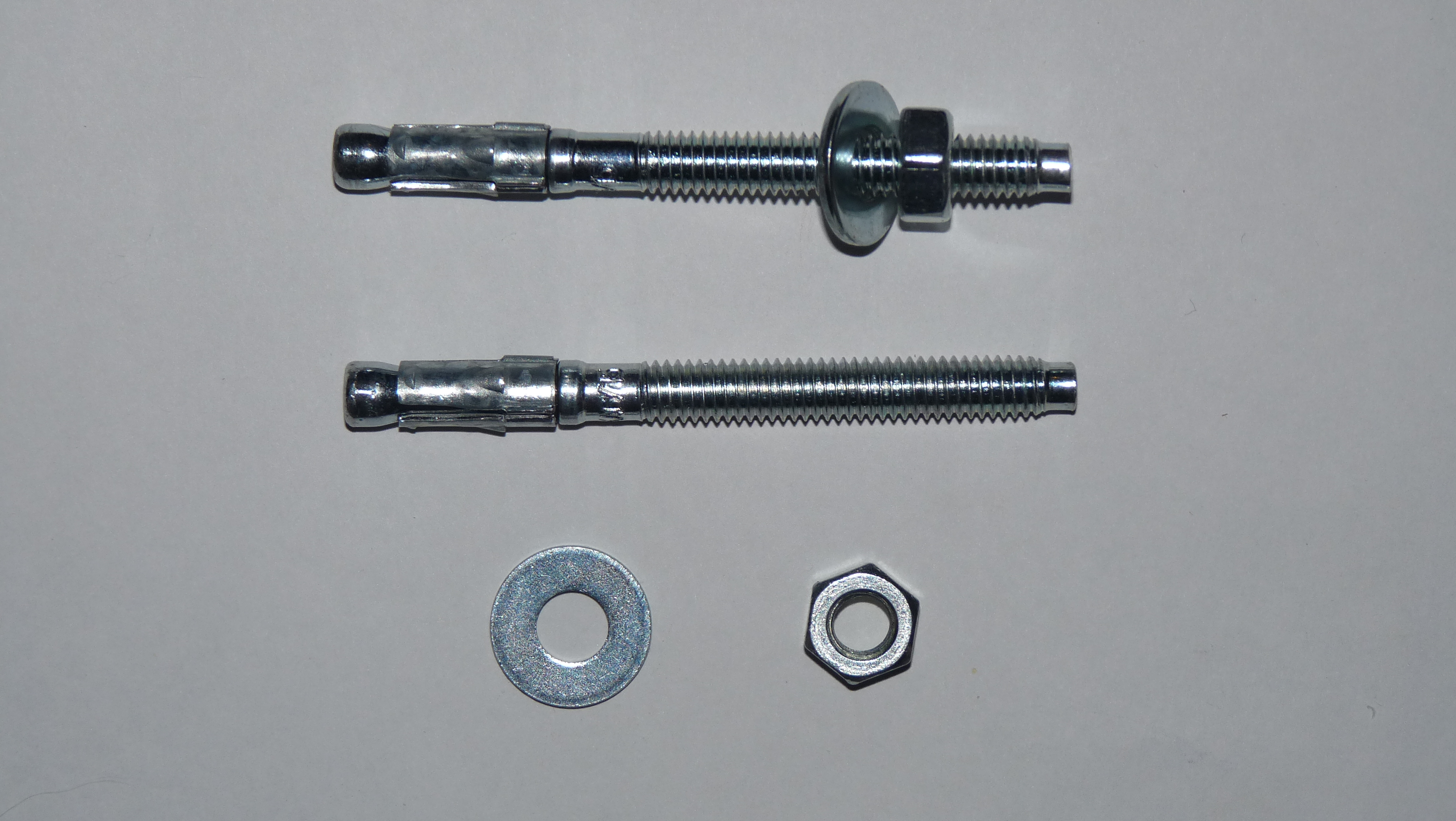
Ancoraggio ad espansione tipo cuneo - 1
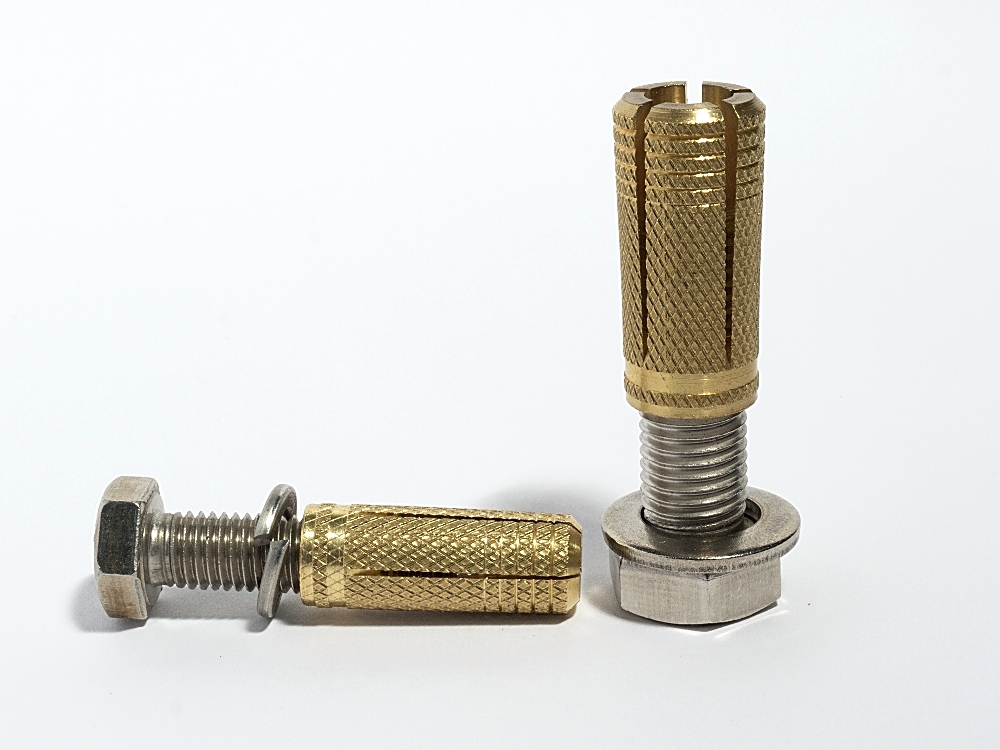
Ancoraggio tipo undercut
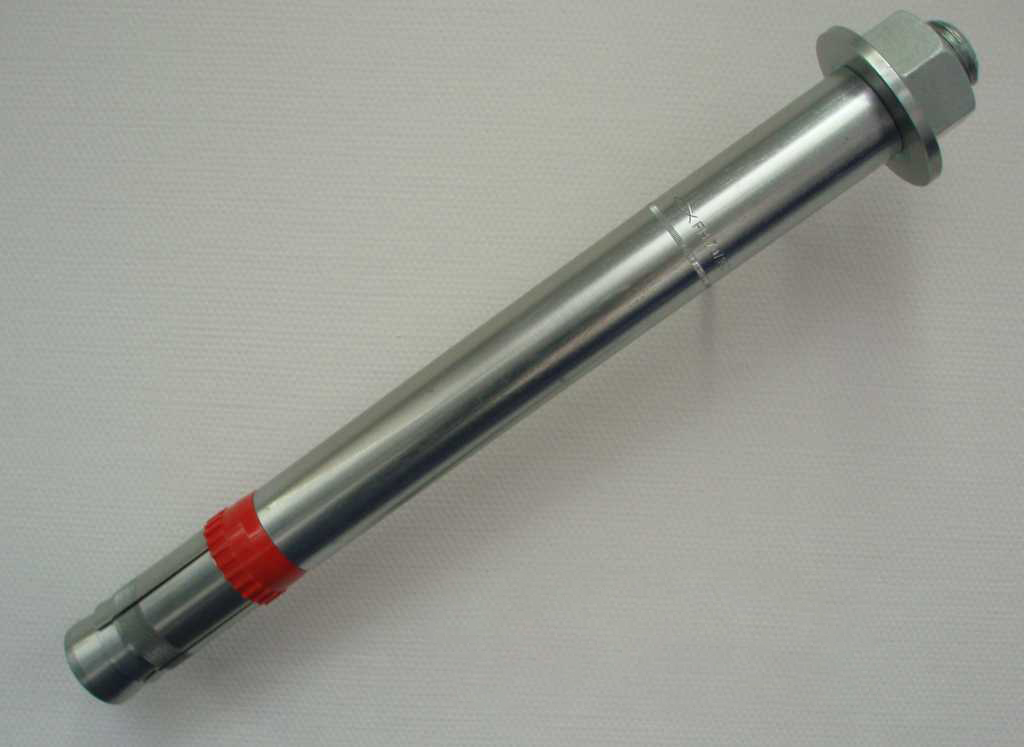
Ancoraggio ad espansione con camicia
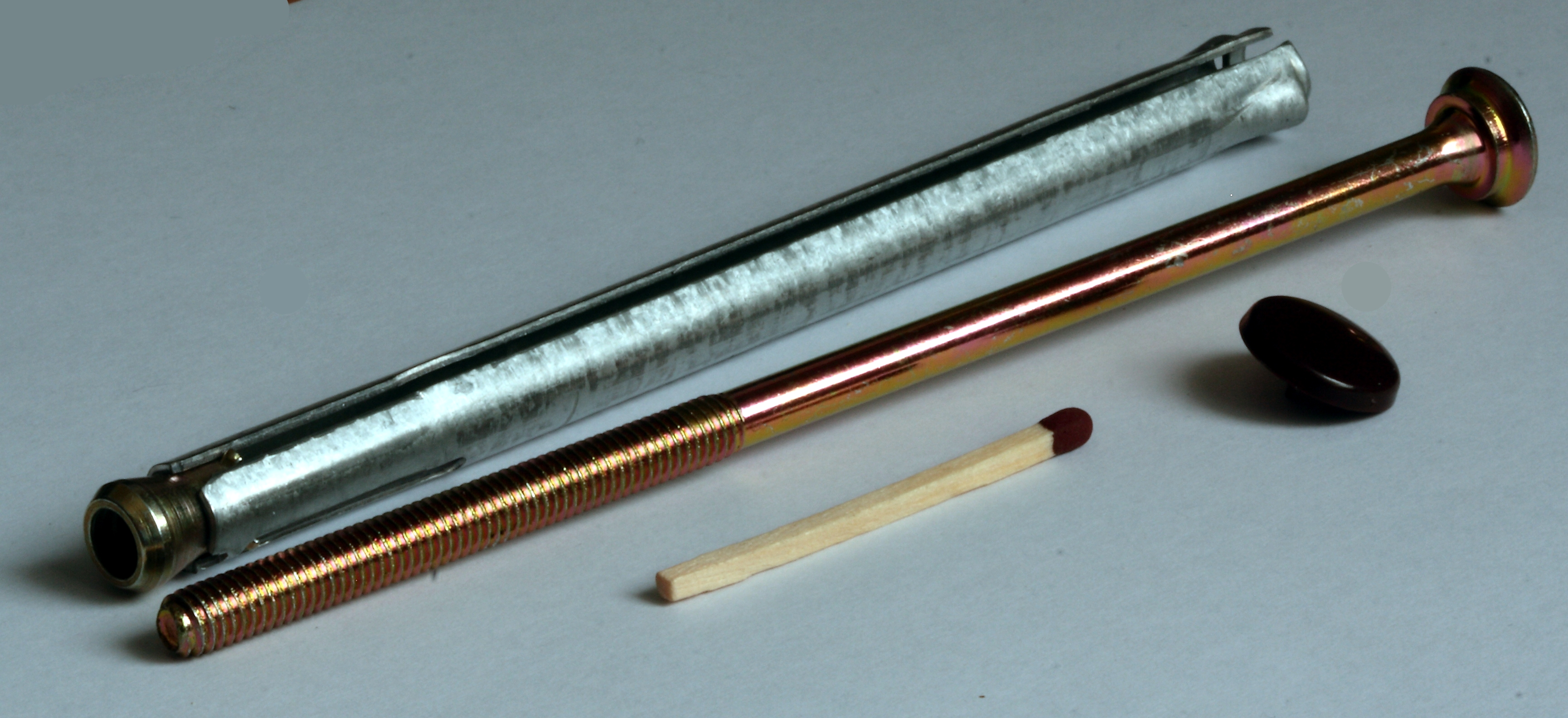
Ancoraggio ad espansione tipo cuneo - 2
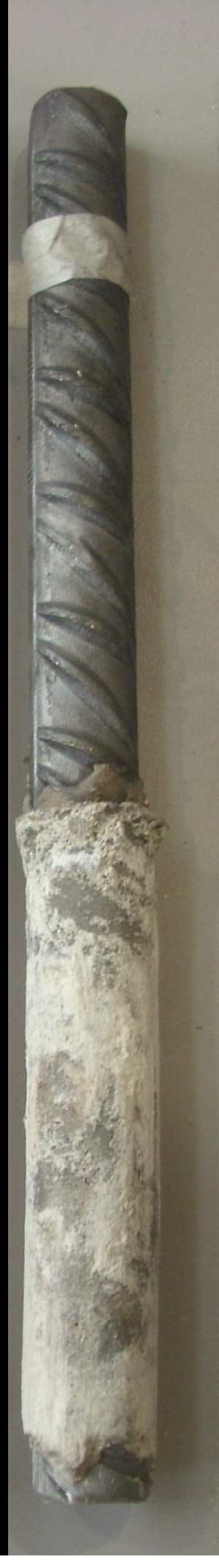
Ancoraggio chimico
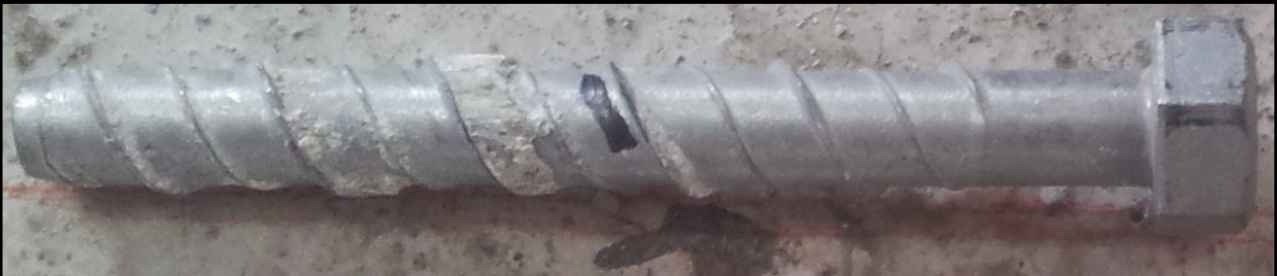
Vite da calcestruzzo